# Lago Eib
Eib (em alemão: Eibsee)[a] é um lago localizado no estado da Baviera, na Alemanha, Localizado a 9km a sudoeste de Garmisch-Partenkirchen, e a cerca de 100 km a sudoeste de Munique. A uma altitude de 973,28 m, sua área é de 177,4 hectares. Eib Localiza-se na base do Zugspitze (2950 metros acima do nível do mar), que é a montanha mais alta da Alemanha.
A partir de maio de 2010, os trens de Munique a Garmisch-Partenkirchen saem cerca de uma hora e a viagem leva cerca de uma hora e meia. Os ônibus viajam regularmente da estação de trem em Garmisch-Partenkirchen para Eib. Uma passagem de trem válida pode ser usada para andar de ônibus.